# Stabeisen (Nunatak)
Der Stabeisen (norwegisch für Prellbock) ist ein Nunatak im ostantarktischen Königin-Maud-Land. In der Gjelsvikfjella ragt er in der Armlenet der Mayrkette auf.
Wissenschaftler des Norwegischen Polarinstituts benannten ihn.